# Hasfield
Hasfield – wieś i civil parish w Anglii, w Gloucestershire, w dystrykcie Tewkesbury. W 2011 civil parish liczyła 131 mieszkańców. Hasfield jest wspomniana w Domesday Book (1086) jako Hasfelde.